# Cleistochloa
Cleistochloa is een geslacht uit de grassenfamilie (Poaceae). De soorten van dit geslacht komen voor in Australië.

## Soorten
Van het geslacht zijn de volgende soorten bekend: 
- Cleistochloa hubbardiana
- Cleistochloa rigida
- Cleistochloa sclerachne
- Cleistochloa subjuncea